# Anilton Júnior
José Anilton Júnior est un footballeur brésilien né le 10 juillet 1980 à Penedo.